# Laksa

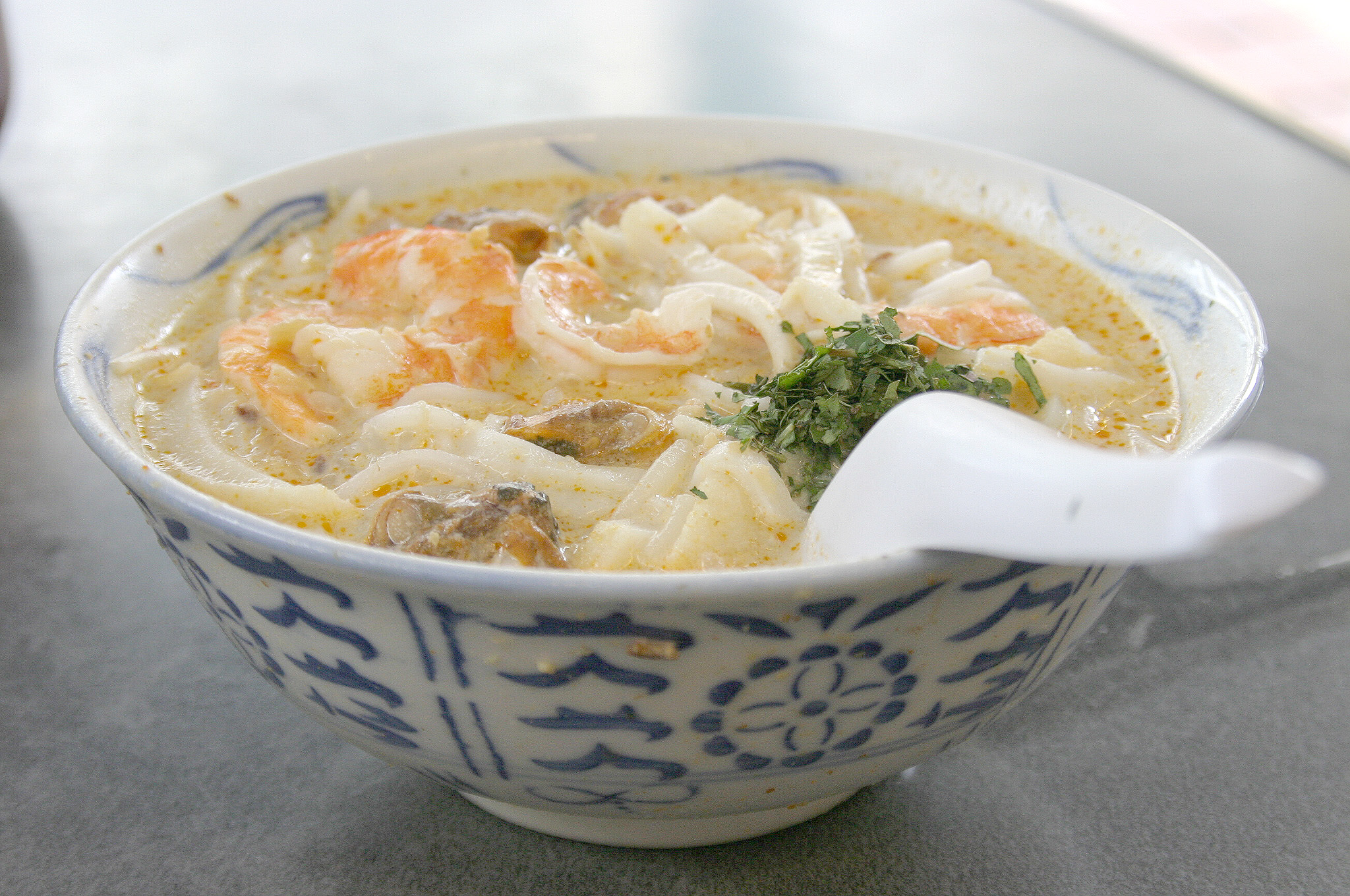
Laksa

Laksa är en populär kryddig nudelsoppa från peranakan-kulturen, som är en blandkultur med kinesiska och malaysiska inslag och som återfinns i Malaysia, Singapore och Indonesien.